# Paecilaema neglectum
Paecilaema neglectum is een hooiwagen uit de familie Cosmetidae.